# Hydrocanthus impunctatus
Hydrocanthus impunctatus is een keversoort uit de familie diksprietwaterkevers (Noteridae). De wetenschappelijke naam van de soort werd in 1932 gepubliceerd door Leopold Gschwendtner.